# Подводный тоннель между Японией и Южной Кореей

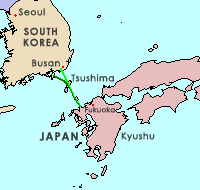
Проект маршрута тоннеля

Подводный тоннель между Японией и Южной Кореей — предполагаемый проект подводного тоннеля между двумя азиатскими странами — Японией и Южной Кореей. Длина по кратчайшему пути (через острова Ики и Цусима) — 182 км.

### История
Строительство тоннеля обсуждалось ещё в 1917 году, но из-за Первой мировой войны проект был отложен. В 1981 году Мун Сон Мён предложил вернуться к обсуждению создания тоннеля между Кореей и Японией в свете проекта создания Всемирного скоростного шоссе мира. Новый этап обсуждения начался в 2008 году между японскими и южнокорейскими законодателями и активно продолжался до 2010 года.
В августе 2014 года представители бизнес-организаций, представляющих крупнейшие компании Южной Кореи и Японии, объявили о необходимости повышения общественного интереса к планам строительства подводного тоннеля, который может соединить Южную Корею и Японию железнодорожным сообщением, а также способствовать развитию туризма между обеими странами. Представители Федерации корейских промышленников и Ниппон Кайданрен заявили, что увеличение туристического потока между двумя странами может способствовать «преодолению прошлых разногласий и стимулированию внутренних расходов в обеих странах», и предложенный подводный тоннель может принести экономические выгоды на сумму в 54 трлн вон (₩54T, или 53 млрд долл. США). По оценке Института развития г. Пусана, он может создать около 45 000 рабочих мест. На встрече в столице Южной Кореи, Сеуле, было объявлено о поддержке этой идеи со стороны части Кайданрен из Федерации экономических организаций Японии в Токио, с целью увеличения «гражданских контактов и улучшения отношений» между культурами путем увеличения туризма и торговли.
Лидер оппозиционной партии Ким Чонг Ин выразил свою поддержку строительству тоннеля в феврале 2021 года.
В 2017 году тема строительство тоннеля активно поднималась в связи с подготовкой к Олимпийским играм в Японии и Корее.
В 2020 году эксперты установили, что работа над созданием железнодорожного сообщения между Северной и Южной Кореей сможет стимулировать возобновление надолго остановленных ранее исследований касательно проекта подводного тоннеля между Кореей и Японией.

### Точки зрения
У проекта есть как сторонники, так и противники.
Аргументы «за»:
- Тоннель сможет частично обеспечить товарооборот между Японией и Южной Кореей, который вырос с $40 млрд в 1999 году до $89 млрд в 2008 году.
- Тоннель поможет ускорить транспортное сообщение между странами[11].

Аргументы «против»:
- Тоннель будет технически трудно построить[12].
- Строительство потребует много сил и денег[13].
- В случае аварии: при отсутствии системы спасения, — люди, находящиеся в тоннеле, погибнут.

## Аналоги
У этого суперпроекта есть аналог — Тоннель под Беринговым проливом. Он тоже довольно протяжённый — 86 км, однако, примерно в 2 раза короче, чем тоннель между Японией и Южной Кореей.
Аналогичными амбициозными проектами являются:
- Транспортный переход между Сахалином и Хоккайдо,
- тоннель под Бохайским заливом,
- тоннель между материковым Китаем и островом Тайвань (под Тайваньским проливом) и
- тоннель между Китаем и Южной Кореей под Жёлтым морем.